# Elmhöhlensystem
Das Elmhöhlensystem befindet sich im steirischen Teil des Toten Gebirges in der Nähe des Elmsees in der Gemeinde Grundlsee. Das Kleine Windloch und das Große Windloch bilden die Zugänge zum Höhlensystem, das im Wesentlichen aus drei Hauptteilen besteht: Dem Ostgang (Großes Windloch), Westgang (Großes  Windloch) und Salzburgergang (Kleines Windloch).